# Matthias Stadler (Politiker)

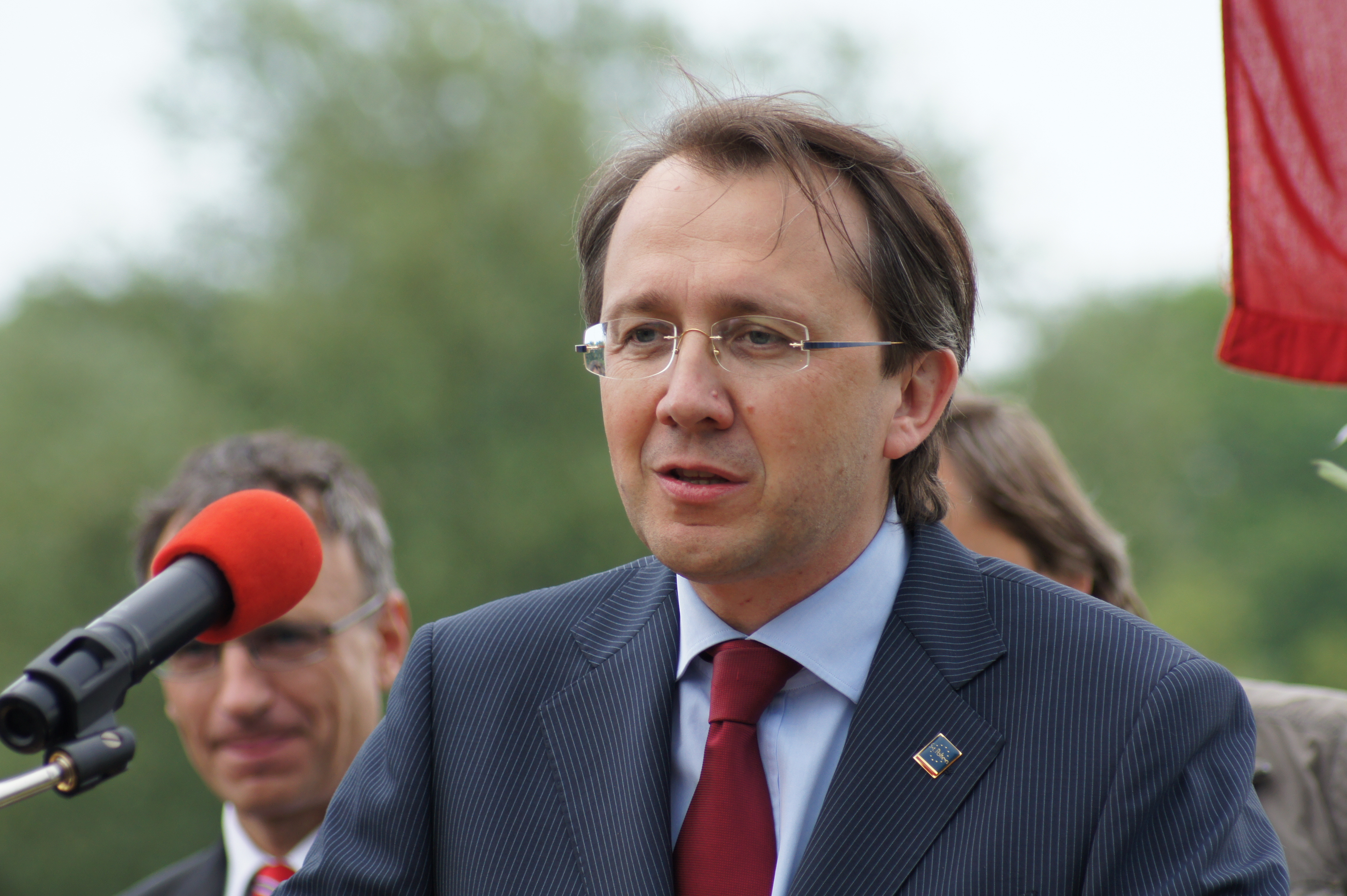
Matthias Stadler bei der Eröffnung des Stattersdorfer Steges 2011

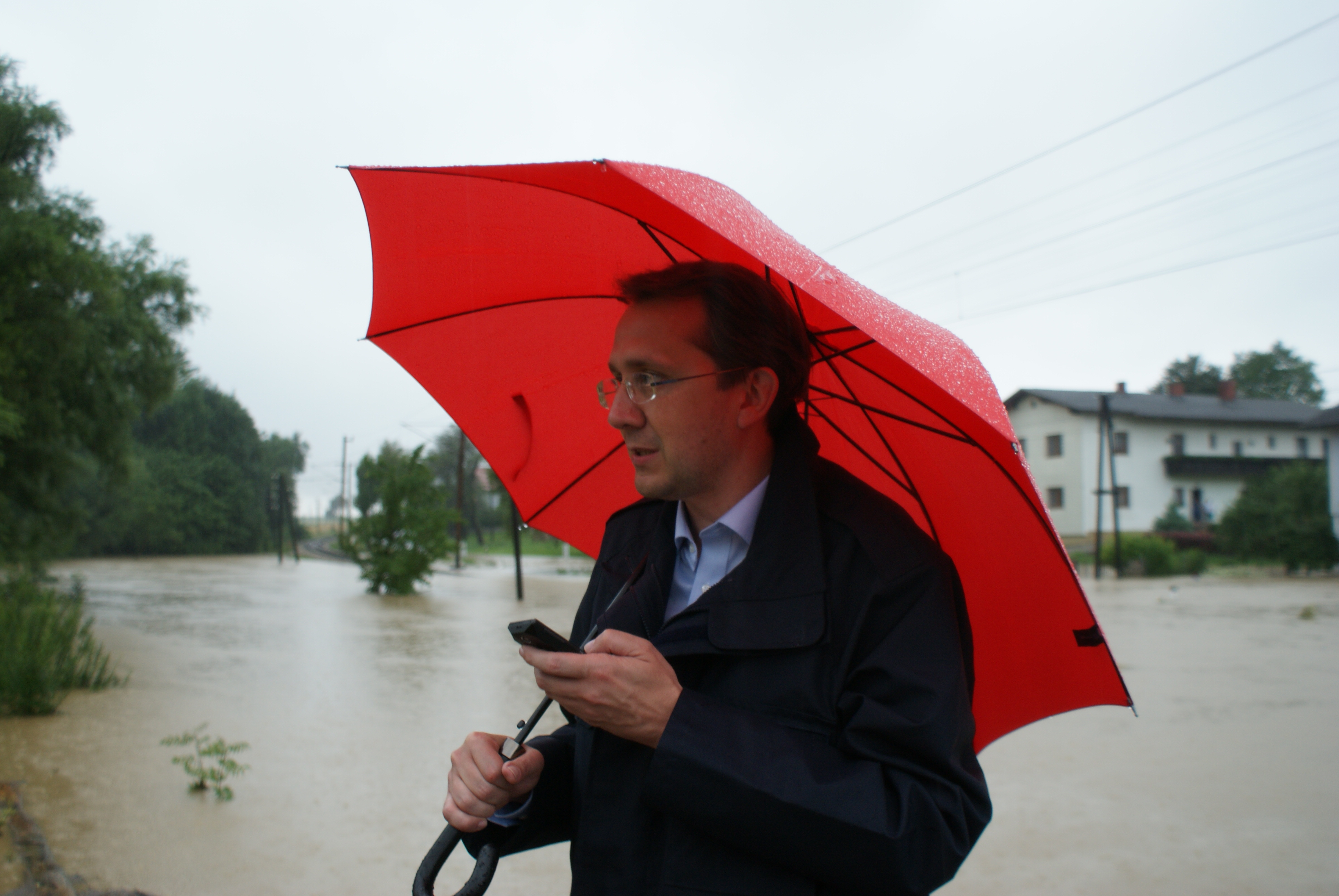
Stadler beim Hochwasser im Juli 2009 in Nadelbach

Matthias Stadler (* 9. Februar 1966 in St. Pölten) ist ein österreichischer Politiker (SPÖ) und amtierender Bürgermeister von St. Pölten. Von 2013 bis 2017 war Stadler geschäftsführender Landesparteiobmann der SPÖ Niederösterreich.

## Leben
Matthias Stadler studierte Deutsche Philologie, Geschichte und Sozialkunde an der Universität Wien. Danach war er ab 1991 beim Verband der niederösterreichischen Volkshochschulen in der Stadtgemeinde Melk tätig, bis er 1992 in den Magistrat der Landeshauptstadt St. Pölten wechselte. Dort war er Stellvertreter des Abteilungsvorstandes der Magistratsabteilung Öffentlichkeitsarbeit, Internationale Kontakte und Tourismus. Im gleichen Jahr wurde er Mitglied in der SPÖ und im Jahr darauf Funktionär der Sektion Neuviehofen.
1995 übernahm Stadler die Leitung des Büros des „Kooperationsnetzwerkes Europäischer Mittelstädte“. 1998 wurde er Prokurist der „Gesellschaft zur Durchführung von Fachhochschul-Studiengängen St.Pölten mbH“, der Dachgesellschaft der FH St. Pölten, deren Leitung er 2002 übernahm.
Im Juni 2003 wurde Stadler in den Gemeinderat von St. Pölten gewählt und wurde gleichzeitig Stadtrat für Schul-, Kultur- und Jugendangelegenheiten. 2004 löste er Willi Gruber als Bürgermeister von St. Pölten ab. Er wurde bei den Gemeinderatswahlen 2006, 2011, 2016 und 2021 wiedergewählt.
Nach der Landtagswahl in Niederösterreich 2013 und dem darauffolgenden Rücktritt Josef Leitners wurde er im März 2013 zum geschäftsführenden Landesvorsitzenden der SPÖ Niederösterreichs ernannt. 
In dieser Funktion löste ihn Franz Schnabl im Juni 2017 ab.
Stadler ist Vizepräsident des Verbandes sozialdemokratischer GemeindevertreterInnen in Niederösterreich.

## Auszeichnungen
- 2013: Verdienstkreuz des Niederösterreichischen Landesfeuerwehrverbandes
- 2014: Großes Silbernes Ehrenzeichen für Verdienste um die Republik Österreich[3]
- 2021: Goldenes Komturkreuz des Ehrenzeichens für Verdienste um das Bundesland Niederösterreich[4]